# Яйце-годинник герцогині Мальборо
«Яйце-годинник герцогині Мальборо» (чи «Рожеве яйце зі змією») — яйце-годинник, виготовлене фірмою Фаберже у 1902 році для герцогині Консуело Мальборо. Є одним із великодніх яєць, замовлених у Фаберже приватними особами, що за вишуканістю і майстерністю виконання не поступалися імператорським великоднім яйцям.

## Дизайн
Яйце-годинник виконане в неокласичному стилі у вигляді модного в останній третині XVIII ст., в епоху Людовіка XVI, годинника-ротатора. Воно покрите рожевою прозорою емаллю по гільйошованому фону. Навколо яйця обертається горизонтальний пояс із циферблатом, що покритий білою емаллю і оточений зверху та знизу лініями дрібних перлів; римські цифри викладені діамантами. Нерухомою годинниковою стрілкою слугує інкрустована алмазами золота змія, що обвиває яйце знизу. Верх яйця прикрашений золотими гірляндами з зав'язаними бантиками стрічками, викладеними діамантами. Навершя виконане у вигляді золотого жолудя і інкрустоване алмазами. По боках — золоті ручки, у вигляді завитків декорованих акантовим листям, що підіймаються із золотих баранячих масок. 
Яйце стоїть на тристоронньому постаменті, який покритий прозорою перламутровою емаллю по гільйошованному фону; пілястри, цоколі і фризи постаменту покриті рожевою емаллю і прикрашені золотим рослинним орнаментом. На одній стороні постаменту — викладена алмазами монограма герцогині Мальборо, на другій — ріг достатку із кольорового золота, на третій — алегорія кохання також із кольорового золота.
Фірмою Фаберже було виконано декілька яєць-годинників такого типу, в тому числі імператорське «Яйце-годинник зі змією» (1887). 

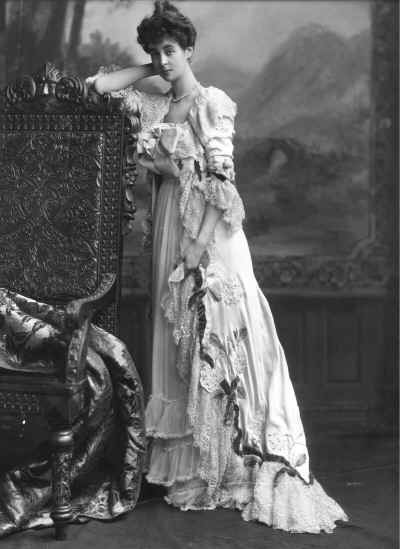
Консуело Мальборо

## Історія
Консуело Вандербільт походила з родини американського мільйонера Корнеліуса Вандербільта. Проти волі у 1895 році вона була видана в шлюб з Чарлзом Спенсером-Черчиллем, 9-м Герцогом Мальборо. У 1902 році подружжя відвідувало Росію і Консуело, імовірно, мала можливість познайомитись із колекцією імператорських великодніх яєць. «Яйце-годинник зі змією» із цієї колекції скоріш за все і стало моделлю для яйця, замовленого нею у Фаберже. 
У 1926 році, після розлучення з герцогом, Консуело Вандербільт Бальсан передала яйце на благодійний аукціон, де його придбала польська співачка Ганна Вальська, дружина президента чиказької компанії «International Harvester». У 1965 році на аукціоні Parke-Bernet в Нью-Йорку яйце придбав Мальком Форбс і воно стало першим великоднім яйцем в його колекції виробів Фаберже. У 2004 році «Яйце-годинник герцогині Мальборо» у складі колекції Форбса придбав російський олігарх Віктор Вексельберг.